# 蛸の松

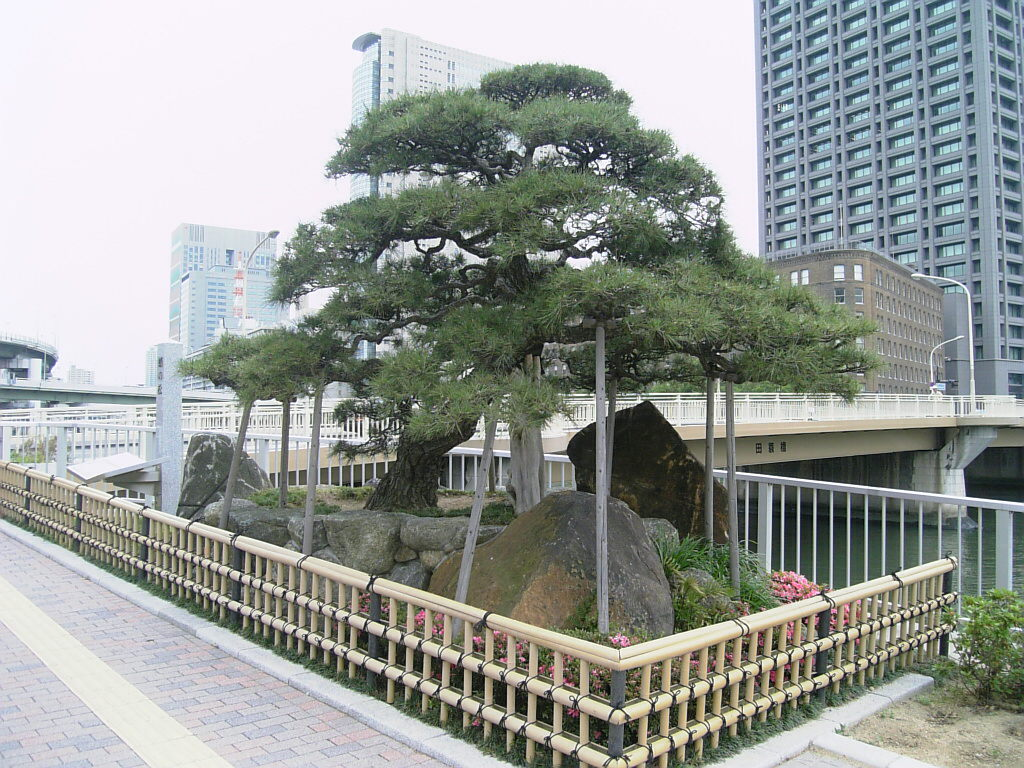
田蓑橋北詰にある蛸の松

蛸の松（たこのまつ）は、大阪市福島区福島1丁目にある松の木の名称。堂島川の右岸・田蓑橋北詰の袂にある。
最初の蛸の松は、堂島川の左岸・現在の田蓑橋南詰のもう少し下流側、玉江橋との中間ぐらいの位置にあった。 枝振りが蛸の泳ぐ姿に見えるということから、「蛸の松」と呼ばれるようになった。 その松の木は慶安年間に福島正則が植えたといわれており、その後、すぐ近くに屋敷を構えていた浅野氏が毎年扶持十石を与えて維持したという。 しかし、明治44年（1911年）についに枯れてしまった。 その切株の一部は、現在も大阪教育大学の天王寺キャンパス内に保存されている。
なお、現在の蛸の松は平成16年（2004年）に護岸工事の一環として植えられたものである。